# 4024 Ronan
A 4024 Ronan (ideiglenes jelöléssel 1981 WQ) a Naprendszer kisbolygóövében található aszteroida. Edward L. G. Bowell fedezte fel 1981. november 24-én.